# 粟田真人
粟田 真人（あわた の まひと）は、飛鳥時代後期から奈良時代にかけての公卿。姓は臣のち朝臣。官位は正三位・中納言。

## 経歴
若くして出家し道観と名乗る。孝徳朝の白雉4年（653年）第二次遣唐使に学問僧として随行し、唐で学問を修めた。
日本に帰国後は還俗して朝廷に仕え、天武天皇10年（681年）小錦下（後の従五位下に相当）に叙せられる。天武天皇13年（684年）八色の姓制定に伴い、臣姓から朝臣姓に改姓する。天武天皇14年（685年）直大肆の冠位を父の百済に譲ることを天皇に請うが、許されなかった。
持統朝では大宰大弐として外国からの賓客を饗応する経験を積む。持統天皇3年（689年）正月に隼人174人・布50常・牛革6枚・鹿革50枚を朝廷に献上し、同年6月には勅令を受けて、学問僧の明聡と観智らに対して新羅の師や友人に贈るための綿それぞれ140斤を与えている。文武天皇3年（699年）浄広肆・大石王らとともに山科山陵に派遣されてその修造を行った（このときの冠位は直大弐（従四位上に相当）。
また、持統朝から文武朝にかけては忍壁皇子・藤原不比等らと共に大宝律令の編纂に参画する。文武4年（700年）令をほぼ完成させると、同年6月には律令選定の功労により物品を与えられ、翌大宝元年（701年）8月に大宝律令として完成・施行された。
大宝元年（701年）第8次遣唐使の派遣が決まると、同年正月に使節の最高責任者である遣唐執節使に任命される。5月に文武天皇から節刀を授けられるが、これが天皇が節刀（遣唐使や征夷将軍などに軍事大権の象徴として授けられた）を授けた初例という。その後、九州から出航するも風浪が激しくこの年の渡航はできなかった。翌大宝2年（702年）5月に大伴安麻呂・高向麻呂・下毛野古麻呂・小野毛野とともに参議に任ぜられ朝政に参加する。
同年6月に自らが編纂に関わった大宝律令を携えて唐（正確にはこの時期に唐は存在しておらず、中国の王朝は武則天（則天武后）が新たに建てた武周）へ渡る。天智天皇2年（663年）の白村江の戦いで倭と唐が敵対して以降、初の本格的な使節派遣であり、国交回復の意味を持った遣使であると同時に、首都や律令制度の整備や天皇号および「日本」の国号が成立したことを唐に対して宣言するなど、様々な目的を持った使節であった。同遣唐使には山上憶良や道慈らも加わっている。この渡航は成功し、楚州塩城県に到着すると、唐王朝は武則天（則天武后）による簒奪で周王朝に代わっていたことを知る。翌大宝3年（703年）都の長安に到着、武則天に謁見した。唐人からは「好く経史を読み、属文を解し、容止温雅なり」と評されたと伝わる。武則天からは司膳員外郎に任ぜられた。なお、遣唐使節らが長安で見た実際の都城や律令制の運用実態は、日本国内での想像とは似て非なるものであった。たとえば藤原京では大極殿を含む宮（藤原宮）を都城の中央に配置していたが、長安城を始めとする中国の都城では太極宮を含む皇城は、都城の北端中央にあるのが通例であった。律令の運用形態も日本とは異なり、律令の不備を補う格式なども制定されていた。大きな衝撃を受けて帰国した粟田真人らは、これらの日中の都城や律令制の差異を報告し、のちの律令制改革に生かされていった。
慶雲元年（704年）帰国の途に就き、白村江の戦いで捕虜になっていた者を連れて五島列島福江島西端の玉之浦へ漂着帰国した。10月に拝朝し、11月には遣唐使の功績により大和国の田20町・穀1000石を与えられた。
慶雲2年（705年）大納言の定員を2人削減すると共に、大宝令制定に伴って廃止されていた中納言が議政官として復活すると（「令外の官」の始まり）、高向麻呂・阿倍宿奈麻呂と共にこれ任命された。慶雲3年（706年）より始まった律令制改革である慶雲の改革に参画し、入唐で得た知識を生かして実情に即した制度の修正を行う。和銅元年（708年）には、唐に倣った初の流通貨幣である和同開珎が発行されるとともに、長安の造形に倣った本格的都城となる平城京への遷都の詔が発せられた。なお、平城京は長安と同じく大極殿を北端に置いており、実際の遷都は2年後の和銅3年（710年）に行われている。
和銅元年（708年）大宰帥に任ぜられ、元明朝末の和銅8年（715年）正三位に至る。元正朝の養老3年（719年）2月5日薨去。

## 官歴
『六国史』による。
- 白雉4年（653年） 5月12日：見学問僧
- 天武天皇10年（681年） 12月29日：小錦下
- 天武天皇13年（684年） 11月1日：臣姓から朝臣姓に改姓（八色の姓）
- 天武天皇14年（685年） 5月19日：見直大肆
- 持統天皇3年（689年） 正月9日：見筑紫大宰
- 時期不詳：直大弐
- 文武天皇3年（699年） 10月20日：山科山陵使
- 文武天皇4年（700年） 6月17日：賜禄（撰定律令）
- 時期不詳：民部尚書
- 文武天皇5年（701年） 正月23日：遣唐執節使
- 時期不詳：正四位下
- 大宝2年（702年） 5月21日：参議
- 慶雲元年（704年） 7月：帰朝。11月14日：賜大倭国田20町穀1000斛
- 慶雲2年（705年） 4月22日：中納言。8月11日：従三位
- 和銅元年（708年） 3月13日：大宰帥
- 和銅8年（715年） 4月25日：正三位
- 養老3年（719年） 2月5日：薨去（正三位）

## 粟田真人を題材とした作品

### 小説
- 『迷宮の月』（安部龍太郎、新潮社、2020年）